# Templo masónico

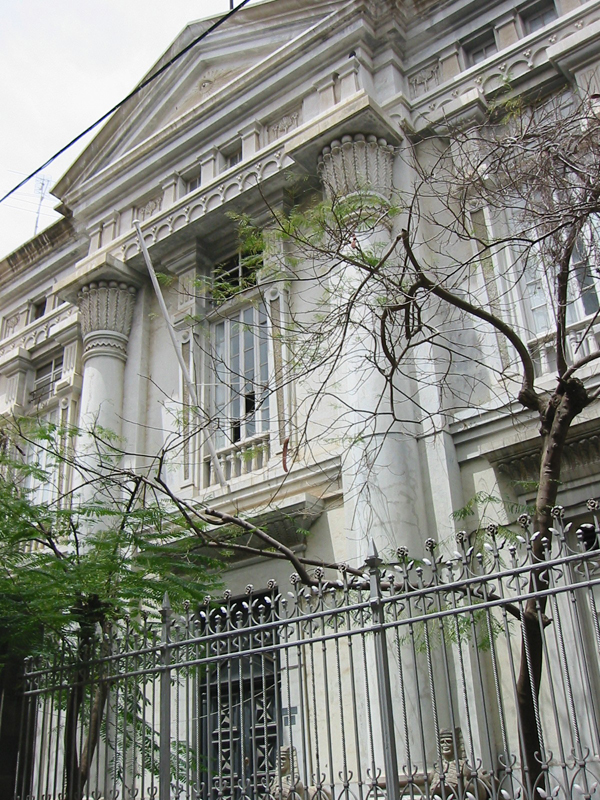
Templo Masónico de Santa Cruz de Tenerife, en España.

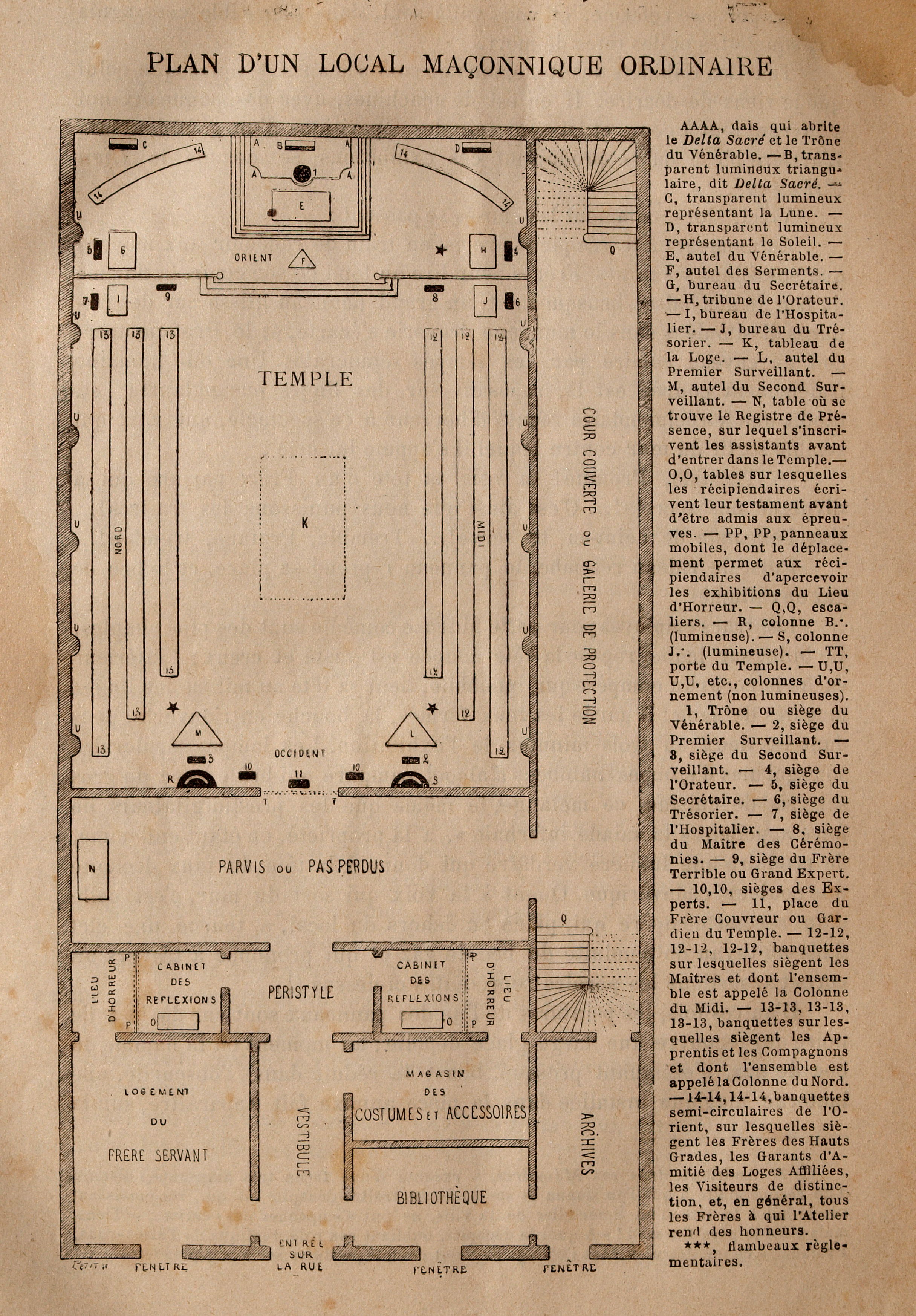
Mapa de un templo masónico, dibujo de Pierre Méjanel.

Un templo masónico es el espacio físico en el que se reúnen los francmasones para celebrar sus rituales (llamados tenidas). Su concepción, su distribución y su decoración obedecen a reglas simbólicas precisas, que pueden diferir más o menos según los ritos masónicos y los grados masónicos. A menudo hace referencia (por la forma en que está construido, por los elementos que lo componen) al Templo de Salomón.

## Concepción y distribución del templo masónico
La distribución y decoración del templo responden a objetivos simbólicos. 
El templo está constituido por un cuarto rectangular de un solo espacio y sin ventanas. Se define como una representación del mundo y del Cosmos. Está orientado simbólicamente de occidente a oriente (de oeste a este) sobre su longitud, del septentrión (norte) al mediodía (sur) sobre su anchura y del nadir al cenit sobre su alzada. A veces, una plomada está suspensa sobre el centro del templo. El suelo está formado de una baldosa mosaico (generalmente adornado como un piso ajedrezado, es decir, con alternancia de cuadros blancos y negros), ya sea en su totalidad o al menos sobre un rectángulo central. El borde que rodea el piso ajedrezado se llama buhardilla dentada, y está integrado por borlas.
La puerta del templo se sitúa al costado oeste (occidente). A ambos lados de la puerta, se encuentran dos columnas, denominadas J y B. Según los ritos, se colocan de maneras diferentes: en el rito escocés, B está en el septentrión y J al mediodía; es al contrario en los ritos francés, egipcio y nacional mexicano.[cita requerida]
Al oriente, se encuentra un estrado en sobrealzada, al que se accede por al menos tres escaleras, que en algunos ritos llevan los nombres: fuerza, belleza y candor. En ese estrado se encuentra el trono en el que toma su lugar el Venerable Maestro. Ese trono tiene representados simbólicamente siete escalones en su base. Las barandillas a ambos lados de la escalera separan el Oriente del resto del templo.[cita requerida]
Al septentrión como el mediodía, a lo largo de los muros, se encuentran los asientos, denominados "columnas". Es allá donde los masones toman lugar durante las ceremonias: en la columna del norte, los aprendices; en la de occidente, los compañeros, y en la columna del mediodía (sur), los maestros.[cita requerida]

## Decoración del templo
La decoración del templo está igualmente codificada. Una parte es fija, pero ciertos elementos cambian en función de la ceremonia que se desarrolla, de su ritual y de su grado masónico (aprendiz, compañero y maestro son los tres primeros).

## Ejemplos destacados
- España: Templo Masónico de Santa Cruz de Tenerife, considerado como el más bello ejemplo de templo masónico en España[1] y uno de los más bellos del mundo.
- Estados Unidos: Templo Masónico de Detroit, el templo masónico más grande del mundo.